# Іж Планета-3

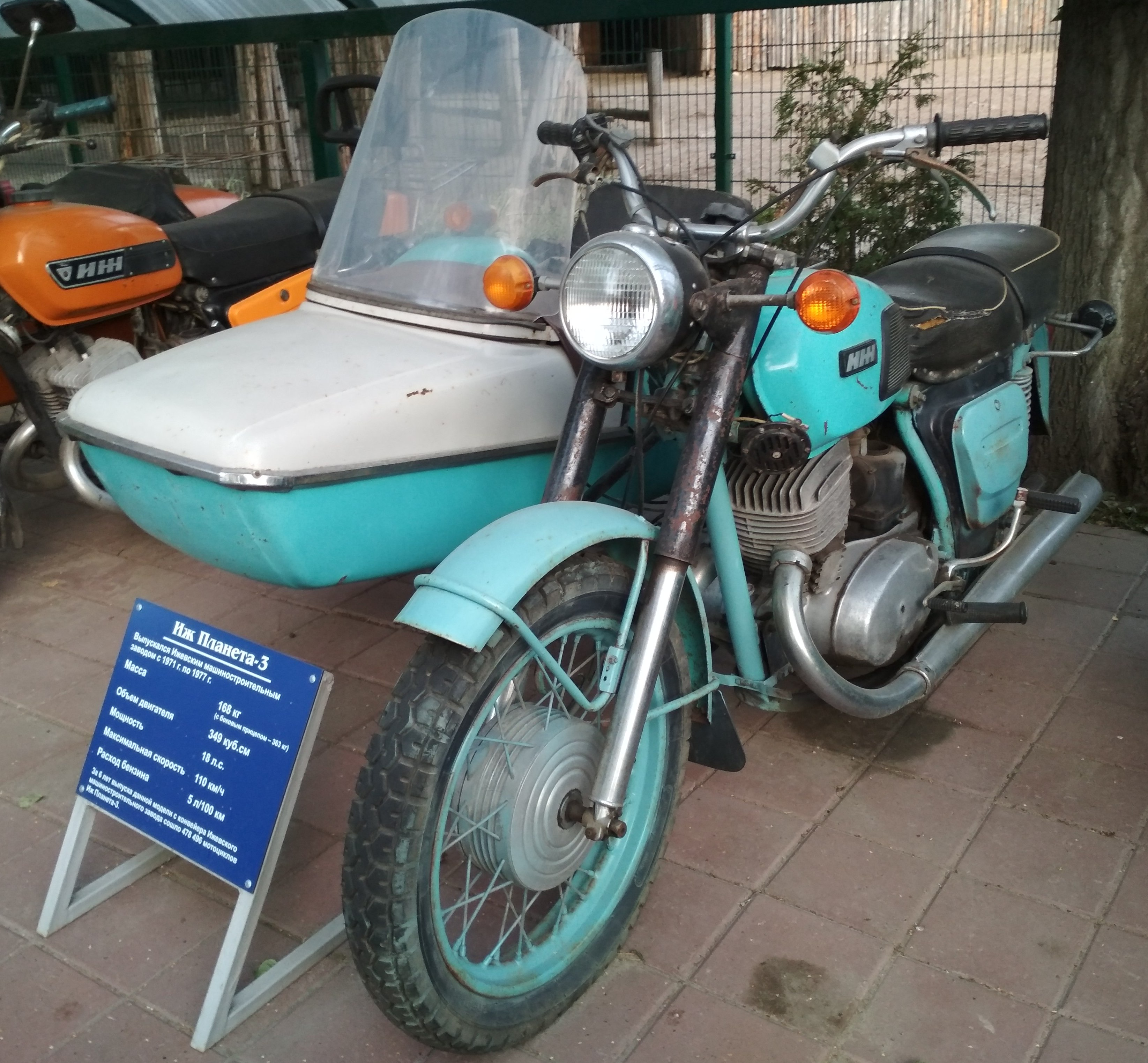
Іж Планета-3

ІЖ Планета-3 — мотоцикл середнього класу, призначений для їзди по дорогах і бездоріжжю. Виготовлявся Іжевським машинобудівним заводом з 1971 по 1977 рік. Всього виготовлено 478 496 мотоциклів ІЖ Планета-3. З 1977 по 1981 рік випускалась модифікація ІЖ Планета-3-01 (випущено 400 842 мотоциклів), з 1981 по 1985 рік випускалась модифікація ІЖ Планета-3-02 (випущено 216 101 мотоциклів).